# 酒井兵庫
酒井 兵庫（さかい ひょうご、生年不詳 - 慶応元年（1865年）7月頃）は、新選組隊士。会計方。
摂津国住吉の出身。新選組に入隊後は会計方を務め、池田屋事件に参加し15両の褒賞金を受けた。「新選組行軍録」では、原田左之助と山崎烝の間に名を連ねている。
しかし、慶応元年（1865年）7月頃に脱走。脱走の理由は諸説あり、酒井は会計方の仕事にある死体埋葬をしているうちに、恐ろしくなり脱走した説が有力とされている。のちに沖田総司らの手で斬殺されたともいわれる。板橋の墓碑に名が刻まれている。